# Дедовочка
Дедовочка — село в Петропавловском районе Воронежской области России. Входит в состав Новолиманского сельского поселения.

## География

### Улицы
- улица Приозёрная

## Население
| 2010 |
| ---- |
| 78   |